# Doris Coley
Doris Coley, född 2 augusti 1941 i Goldsboro, North Carolina, död 4 februari 2000 i Sacramento, Kalifornien, var medlem i The Shirelles. Hon lämnade gruppen 1968, men återvände 1975. 
Genom två äktenskap, bytte hon namn till Doris Coley Kenner och senare, Doris Kenner Jackson. 
Hon blev invald i Rock 'n' Roll Hall of Fame i 1996 tillsammans med originalmedlemmarna i the Shirelles.
Hon dog i bröstcancer vid 58 års ålder.